# Elseid Hysaj
Elseid Gëzim Hysaj (* 2. Februar 1994 in Shkodra) ist ein albanischer Fußballspieler, der beim italienischen Erstligisten Lazio Rom unter Vertrag steht und in der A-Nationalmannschaft als Rechtsverteidiger zum Einsatz kommt.

## Karriere

### Vereine
Hysaj begann mit dem Fußballspielen in den Jugendabteilungen der Vereine KF Shkodra und  KS Vllaznia Shkodra aus der gleichnamigen nordalbanischen Stadt. 2009 verließ er den Verein, der sich 2008 in FK Vllaznia Shkodër umbenannte. 14-jährig nach Italien gelangt, absolvierte Hysaj Trainingseinheiten bei verschiedenen Vereinen und erhielt 2009 beim FC Empoli einen Lizenzspielervertrag für die Jugendmannschaft. Nach drei Spielzeiten rückte er zur Saison 2011/12 in die erste Mannschaft auf. Nachdem er am 9. Oktober 2011 (9. Spieltag) bei der 1:2-Niederlage im Heimspiel gegen den AS Varese 1910 zum Aufgebot gehörte, gab er sein Ligadebüt im Seniorenbereich erst in der Saison 2012/13, am 20. Oktober 2012 (10. Spieltag), beim 3:0-Sieg in der Zweitligabegegnung mit SS Virtus Lanciano. Beim Auswärtserfolg seiner Mannschaft wurde er in der 67. Minute für Andrea Cristiano eingewechselt. Gegen diese Mannschaft erzielte er in der Folgesaison, in der er 32 von 42 Punktspielen bestritt, am 17. April 2014 (35. Spieltag) bei der 1:2-Auswärtsniederlage, mit dem Führungstreffer in der vierten Minute, sein erstes Tor im Seniorenbereich.
Als Zweitplatzierter stieg er mit der Mannschaft am Saisonende in die Serie A auf, entwickelte sich im Saisonverlauf zu einem Leistungsträger und trug somit zum Klassenerhalt bei. Sein Debüt gab er am 31. August 2014 (1. Spieltag) bei der 0:2-Niederlage im Auswärtsspiel gegen Udinese Calcio über 90 Minuten.
Zur Saison 2015/16 wurde er vom Ligakonkurrenten SSC Neapel verpflichtet, der ihn bis 2020 vertraglich an sich band.
Zur Saison 2021/22 wechselte Hysaj zum direkten Konkurrenten Lazio Rom.

### Nationalmannschaft
Hysaj debütierte am 6. Februar 2013 in der A-Nationalmannschaft, die in Tirana im Test-Länderspiel gegen die Auswahl Georgiens mit 1:2 verlor.
Bei der Fußball-Europameisterschaft 2016 in Frankreich wurde er in das albanische Aufgebot aufgenommen. In allen drei Turnierpartien gehörte er zur Stammmannschaft und bestritt alle Spiele über die volle Spielzeit. Nach der Gruppenphase war die EM trotz eines Sieges für das Team beendet.
Mit 84 Länderspielen (Stand: 7. Juni 2024) liegt er auf dem zweiten Platz der albanischen Nationalspieler und ist der aktive Spieler mit den meisten Spielen.

## Erfolge
SSC Neapel
- Italienischer Pokalsieger: 2019/20